# Alajgebergte

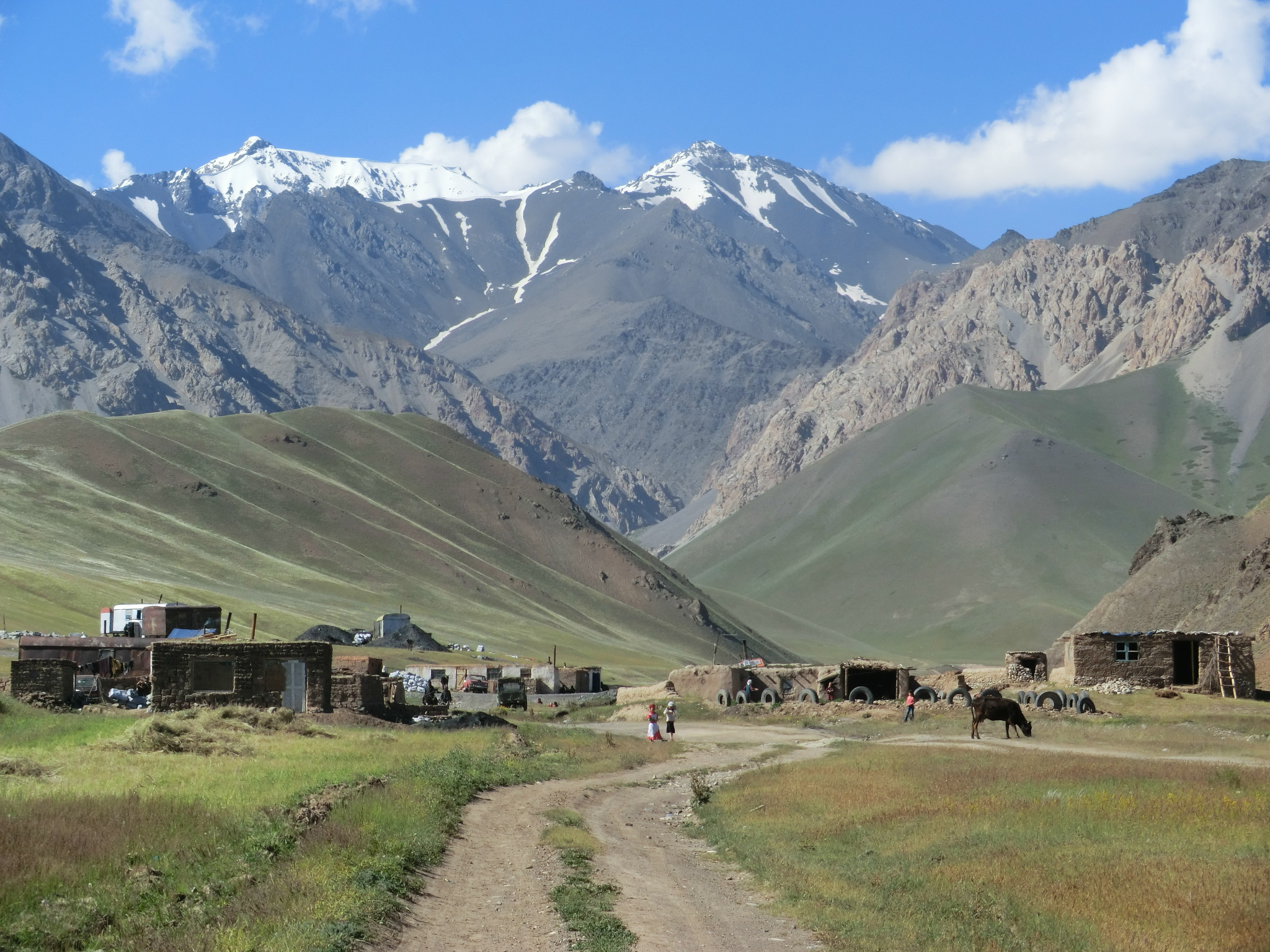
Het Alajgebergte bij Jiptik.

De Alaj is een ongeveer 300 km lang en 80 km breed gebergte in Centraal-Azië, in het grensgebied tussen Kirgizië en Tadzjikistan. De Alaj ligt tussen de hogere en grotere gebergtes van de Tiensjan en de Pamir, maar maakt van beide geen deel uit. De hoogste top in de Alaj is de Taldy Köl (5544 m, Russisch: Pik Tandykul).
In het noordoosten gaat de Alaj over in de Tiensjan, die het grensgebied met de Volksrepubliek China vormt. Het oostelijke deel van de Alaj ligt geheel op Kirgizisch grondgebied. In het westen wordt de Alaj breder om ten slotte over te gaan in drie parallelle ketens: van noord naar zuid zijn dit de Turkestanketen, de Zarafshonketen en de Hisorketen. In het noorden wordt de Alay begrensd door de brede en dichtbevolkte Ferganavallei. In het zuiden scheidt de Alajvallei, het dal van de Vachsj, de Alaj van de Transalaj. De laatste bergketen is onderdeel van het Pamirgebergte. De Alaj vormt zodoende de waterscheiding tussen de stroomgebieden van de Amu Darya en de Syr Darya.